# Ford F-Max

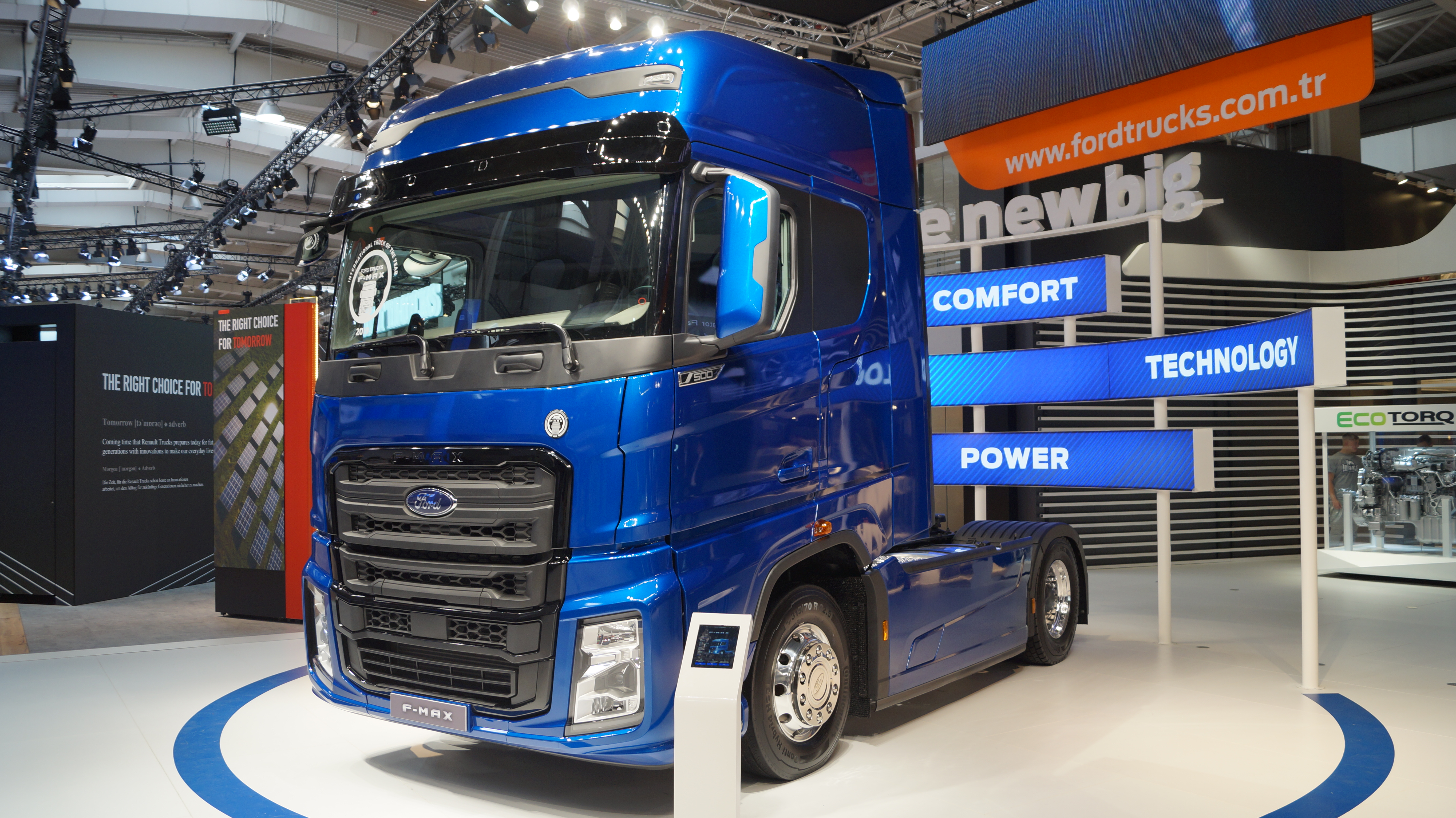
Ford F-Max tijdens de presentatie op de IAA Nutzfahrzeuge in 2018

De Ford F-Max is een vrachtwagen van Ford die in Turkije geproduceerd wordt door Otosan.

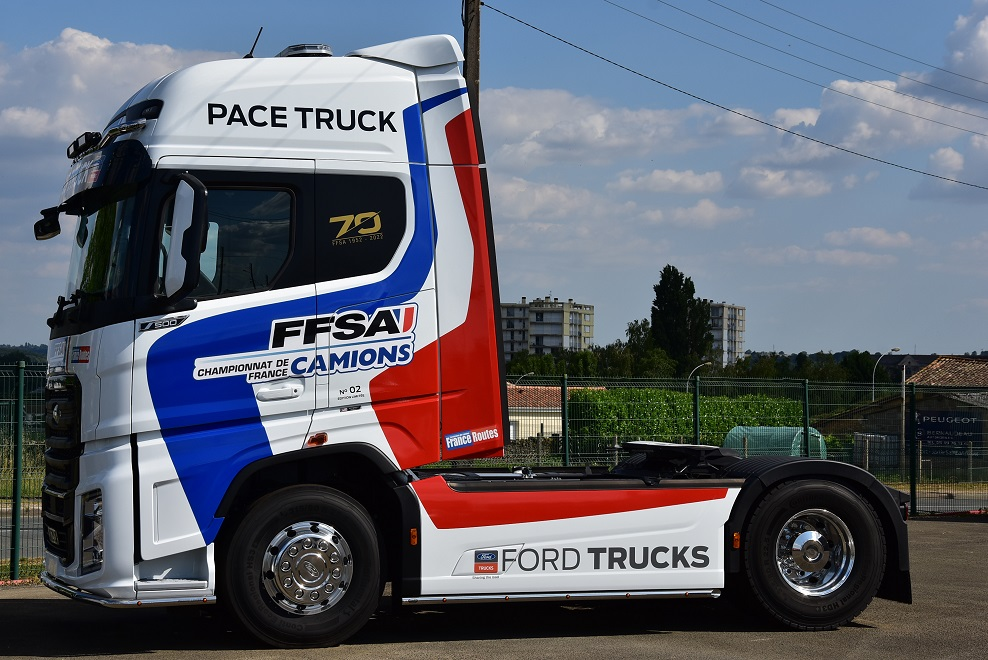
Pace truck (2022)

Bij de introductie op de IAA kreeg hij meteen de prijs Truck van het jaar. Aanvankelijk was de truck enkel in Turkije verkrijgbaar, maar Ford bouwde langzaam een dealernetwerk uit, waardoor de vrachtwagen ondertussen ook in Nederland en België verkrijgbaar is.
Aandrijving komt van een door Ford ontwikkelde 500pk sterke 12,7 liter zescilinder dieselmotor. De vrachtwagen is enkel als trekker in 4x2-configuratie verkrijgbaar.